# Blaze Foley
Blaze Foley (* 18. Dezember 1949 in Malvern, Arkansas; als Michael David Fuller; † 1. Februar 1989 in Austin, Texas) war ein US-amerikanischer Sänger und Songwriter.

## Leben
Michael Fuller wuchs in West Texas auf. Mit seiner Familie trat er in einer Gospel-Band namens The Fuller Family auf. Er lebte in Georgia in einem Baumhaus und zog später nach Austin, um als Songwriter Karriere zu machen. Sein eigenwilliger Charakter fiel selbst in dieser für Nonkonformisten bekannten Stadt auf. Er schlief bei Freunden und in Kneipen auf Billardtischen. Sein Ersatz-Zuhause war der Musik-Club Austin Outhouse.
Willie Nelson und Merle Haggard nahmen 1987 seinen Song If I Could Only Fly auf.
1989 wurde Blaze Foley von Carey January, mit dessen Vater – Concho January – er befreundet war, nach einem Streit im Haus des Freundes erschossen. Über den genauen Hergang des Streits gibt es widersprüchliche Aussagen.
Ethan Hawke realisierte mit Blaze einen Spielfilm über das Leben des Sängers, der 2018 veröffentlicht wurde.

## Musik und Texte
Die Songs von Foley zeichnen sich durch Offenheit und starke Emotionalität aus. Sie reichen von Liebesliedern bis zu satirischen politischen Kommentaren. Obwohl er drei Mal im Studio war, wurde zu seinen Lebzeiten kein Album von ihm veröffentlicht. Das Masterband seines ersten Albums wurde aus seinem Auto gestohlen. Die fertigen Platten seines zweiten Albums wurden vom FBI (oder der DEA) konfisziert, weil der Produzent in Drogengeschäfte verwickelt war. Die Aufnahmen zu seinem dritten Album gingen nach einem Brand im Studio verloren.

## Weggefährten
Zu Foleys musikalischen Weggefährten gehörten unter anderem Townes Van Zandt und Calvin Russell.

## Zitate über Foley
“He’s only gone crazy once. Decided to stay.”

„Er ist nur einmal durchgedreht. Und entschied sich, es zu bleiben.“

“Blaze Foley was a genius and a beautiful loser.”

„Blaze Foley war ein Genie und ein wunderschöner Verlierer.“

## Diskografie
- Blaze Foley, Vital (nicht offiziell erschienen) 1983, Lost Art Records with An End Of An Ear 2017
- Live At the Austin Outhouse, (selbst produzierte Kassette) 1988, Lost Art Records 1999
- Oval Room, Lost Art Records 2004, Munic/Indigo 2005
- Wanted More Dead Than Alive, Waddell Hollow Records 2005
- Cold, Cold World (mit den Beaver Valley Boys), Lost Art Records 2006
- The Dawg Years, Fat Possum Records 2010
- Sittin` By The Road, Lost Art Records 2010

## Tributalben
- In Memory and Loving Tribute…Volume One, (Deep South Productions) 1998
- BFI Too: Blaze Ablaze, (Deep South Productions) 1999
- Blaze Foley Inside, (Deep South Productions) 2000
- Songs for Blaze, a Friend of Ours, (Deep South Productions) 2002
- Gurf Morlix: Blaze Foley`s 113th Wet Dream Rootball Records 2011